# Wladimir Jewgenjewitsch Fortow

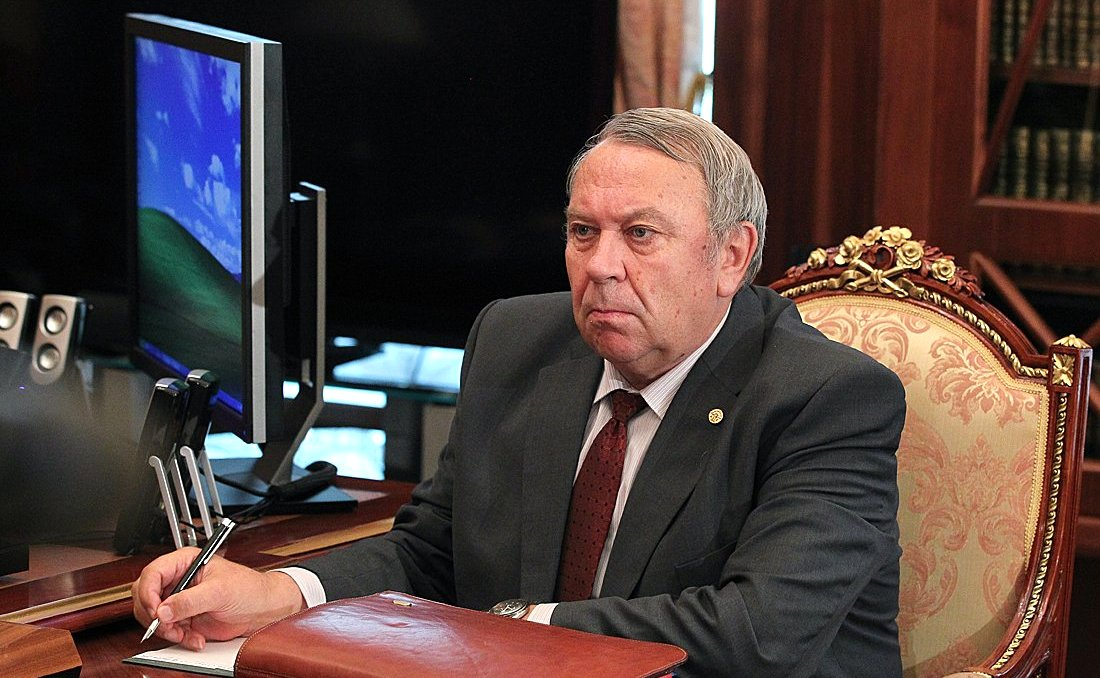
Wladimir Fortow (2013)

Wladimir Jewgenjewitsch Fortow (russisch Владимир Евгеньевич Фортов, englische Transkription Vladimir Evgenievitch Fortov; * 23. Januar 1946 in Noginsk in der Oblast Moskau; † 29. November 2020) war ein russischer Physiker.

## Leben
Fortow studierte Physik ab 1962 am Moskauer Institut für Physik und Technologie (MIPT) mit dem Abschluss 1968 und der Promotion in Plasmaphysik 1971. Auf Einladung von Nikolai Nikolajewitsch Semjonow ging er danach in die Gruppe von Lew Altschuler und Jakow Borissowitsch Seldowitsch. 1976 erwarb er dort einen zweiten Doktortitel (von der Russischen Akademie der Wissenschaften, Physik stark gekoppelten Plasmas erzeugt durch starke Stoßwellen) und wurde 1978 Professor für Physik und Chemie an der Sowjetischen Akademie der Wissenschaften. 1986 wurde er Leiter des Labors für Hohe Temperaturen der Sowjetischen Akademie der Wissenschaften und 1991 Professor für Physik hoher Energien am MIPT. Seit 1992 war er Direktor des Instituts für Hohe Energiedichten der Russischen Akademie der Wissenschaften. 1998 wurde er Leiter der Abteilung Elektrische Energietechnik der Russischen Akademie der Wissenschaften.
Er untersuchte die Erzeugung und Eigenschaften dichter Plasmen und der Physik und Chemie extremer Zustände, zum Beispiel erzeugt mit Hilfe von Stoßwellen und Detonationswellen.
Er war auch an verschiedenen Weltraumprojekten beteiligt wie der Vega-Mission zum Halleyschen Kometen und dem Studium des Einschlags von Shoemaker-Levy 9 auf dem Jupiter und Experimenten zu staubigem Plasma.
1996 bis 1998 war er Minister für Wissenschaft und Technologie in Russland und gleichzeitig stellvertretender Premierminister.
Er war auswärtiges Mitglied der National Academy of Engineering (2002) und der Royal Academy of Engineering (2003) und ordentliches Mitglied der Academia Europaea (1998). Außerdem ist er Mitglied der International Academy of Astronautics (2000). 1996 wurde er Vizepräsident der Russischen Akademie der Wissenschaften, deren korrespondierendes Mitglied er 1987 und volles Mitglied er 1991 wurde. Dieses Amt hatte er bis 2001 inne.
2005 wurde er stellvertretender Leiter der nationalen Kommission der Russischen Föderation für UNESCO-Angelegenheiten. 2014 wurde er als ausländisches Mitglied in die National Academy of Sciences gewählt.
Vom 29. Mai 2013 bis 23. März 2017 war er Präsident der Russischen Akademie der Wissenschaften. Die ursprünglich für März 2017 geplante neue Präsidentenwahl fand nicht statt, weil Fortow und die beiden weiteren Bewerber ihre Anträge aus organisatorischen Gründen zurückzogen. Die Wahl wurde auf September desselben Jahres verschoben. Für die Übergangszeit wurde ein stellvertretender Präsident ernannt. Fortow entschied sich, nicht mehr zu kandidieren.
Wie die Russische Akademie der Wissenschaften mitteilte, starb Fortow an den Folgen einer COVID-19-Erkrankung.

## Ehrungen und Auszeichnungen
- Orden des Roten Banners der Arbeit (1986)
- Staatspreis der UdSSR (1988)
- Staatspreis der Russischen Föderation (1997)
- Bridgman Award (1999)[5]
- „Auswärtiges Wissenschaftliches Mitglied“ der Max-Planck-Gesellschaft am MPI für extraterrestrische Physik (seit 2000)
- Fellow der American Physical Society (2002)
- Max-Planck-Forschungspreis (2002)
- Hannes-Alfvén-Preis (2003)
- Verdienstorden der Bundesrepublik Deutschland (Verdienstkreuz 1. Klasse am 13. Juni 2006)[6]
- Mitglied der Ehrenlegion
- Ehrendoktor der Johann Wolfgang Goethe-Universität Frankfurt am Main
- Ehrendoktor der Universität Rostock (2006, auf Vorschlag von Ronald Redmer)[7]
- Global Energy Prize (2013)
- Demidow-Preis (2017)
- Semjonow-Goldmedaille (2021, posthum)

## Schriften
- Extreme states of matter on earth and in the cosmos, Springer 2011